# 452
452 (CDLII) je bilo prestopno leto, ki se je po julijanskem koledarju začelo na torek.

## Dogodki
- Huni pod vodstvom Atile vdrejo v severno Italijo.